# Norwegian Challenge
De Norwegian Challenge is sinds 2011 een golftoernooi van de Europese Challenge Tour. Op de Ladies European Tour wordt de Norwegian Masters gespeeld. Er werd nooit een Noors toernooi op de Europese PGA Tour gespeeld. 

## Golf in Noorwegen
Noorwegen had in 2010 ruim vijftig 18-holes golfbanen, vooral in de omgeving van Oslo, Bergen, Stavanger en Trondheim, inclusief de meest noordelijk gelegen baan van de wereld. Er waren in 2011 120.000 geregistreerde golfers. Tot nu toe is er geen Noorse professional golfer van grote betekenis geweest. Alleen Henrik Bjørnstad bracht het tot de Amerikaanse PGA Tour, maar hij stopte toen hij 31 jaar was en werd bondscoach. Paul Nilbrink, de winnaar van de Noorse Challenge in 2000, had daarna niet het verwachte succes.  Langzamerhand dringen meer Noren door tot de Europese Tour zoals Knut Borsheim en Espen Kofstad. De Noorse Golf Federatie hoopt, onder leiding van hun Finse voorzitter H Andreassen, dat dit het topje van de ijsberg is. Noorwegen won al de Junior Golf World Cup in 2008 als team, en individueel eindigde de Noor Anders Kristiansen samen met Amerikaan Bud Cauley op de eerste plaats met een score van -12. 
De laatste tijd speelden enkele Noorse golfers op internationaal niveau, in de Tourschool van 2010 speelden vier Noren in de Final Stage.  De Noorse Challenge kreeg een doorstart in 2011 en maakt sindsdien deel uit van de Challenge Tour.

## Heren
De eerste editie van het Noors Open werd in 1994 gespeeld, de laatste editie in 2008. In 2011 stond er weer een Norwegian Challenge op de agenda. 

Sinds 2006 stond het toernooi bekend onder de naam Lexus Open. Kalle Brink maakte in 2006 twee eagles in zijn laatste ronde en won met drie slagen voorsprong. Hij had een mooie amateurscarrière, werd in 1994 professional en speelt sinds 1996 op de Europese Challenge Tour. Daar eindigde hij in 1997 als tweede op de rangorde en promoveerde dus naar de Europese Tour. Daar hield hij zich niet staande.

Het Lexus Open van 2007 eindigde in een play-off nadat Martin Wiegele een ronde van 66 maakte. Wiegele versloeg George Murray en behaalde zijn eerste overwinning op de Challenge Tour.

Het laatste Lexus Open werd door Jeppe Huldahl met een voorsprong van twee slagen gewonnen. Voor hem was het ook zijn eerste overwinning.

#### Winnaars
| Jaar                             | Baan                             | Winnaar                          | Score                            | Score                            | Prijzengeld                      |                                  |
| Karsten Ping Norwegian Challenge | Karsten Ping Norwegian Challenge | Karsten Ping Norwegian Challenge | Karsten Ping Norwegian Challenge | Karsten Ping Norwegian Challenge | Karsten Ping Norwegian Challenge | Karsten Ping Norwegian Challenge |
| -------------------------------- | -------------------------------- | -------------------------------- | -------------------------------- | -------------------------------- | -------------------------------- | -------------------------------- |
| 1994                             | Borre Golfbane                   | Raymond Burns                    | 276                              |                                  |                                  |                                  |
| Karsten Ping Norwegian Open      |                                  |                                  |                                  |                                  |                                  |                                  |
| 1995                             | Oslo                             | Stephen Field                    | 275                              |                                  |                                  |                                  |
| 1996                             | Oslo                             | Ignacio Feliu                    | 273                              |                                  |                                  |                                  |
| Netcom Norwegian Open            |                                  |                                  |                                  |                                  |                                  |                                  |
| 1997                             | Oslo                             | Demitri Bieri                    | 275                              |                                  |                                  |                                  |
| 1998                             | Borre Golfbane                   | Gary Emerson                     | 275                              | -13                              |                                  |                                  |
| Norwegian Open                   |                                  |                                  |                                  |                                  |                                  |                                  |
| 1999                             | Sorknes Golfklubb                | Pehr Magnebrant                  | 281                              |                                  | € 62.666                         |                                  |
| 2000                             | Losby Golf & Country Club        | Paul Nilbrink                    | 206                              |                                  | € 76.050                         |                                  |
| 2001–04                          | niet gespeeld                    | niet gespeeld                    | niet gespeeld                    | niet gespeeld                    | niet gespeeld                    |                                  |
| Norwegian Challenge              |                                  |                                  |                                  |                                  |                                  |                                  |
| 2004                             | Vestfold Golfklubb               | Stephen Browne                   | 205                              | -11                              | € 105.000                        |                                  |
| 2005                             | niet gespeeld                    | niet gespeeld                    | niet gespeeld                    | niet gespeeld                    | niet gespeeld                    | niet gespeeld                    |
| Lexus Open                       |                                  |                                  |                                  |                                  |                                  |                                  |
| 2006                             | Larvik Golfklubb                 | Kalle Brink                      | 275                              | -13                              | € 122.082                        |                                  |
| 2007                             | Miklagard Golf                   | Martin Wiegele po                | 278                              | -10                              | € 131.501                        |                                  |
| 2008                             | Moss & Rygge Golfklubb           | Jeppe Huldahl                    | 271                              | -17                              | € 152.475                        |                                  |
| Norwegian Challenge              |                                  |                                  |                                  |                                  |                                  |                                  |
| 2011                             | Hauger Golfklupp                 | Andrea Pavan                     | 279                              | -9                               | € 175.000                        |                                  |
| 2012                             | Byneset Golfklupp                | Kristoffer Broberg po            | 266                              | -22                              | € 175.000                        |                                  |
| 2013                             | Losby Golf & Country Club        | Jens Fahrbring                   | 269                              | -19                              | € 175.000                        |                                  |
| 2014                             | Miklagard Golf Club              | Benjamin Hebert                  | 273                              | -15                              | € 175.000                        |                                  |

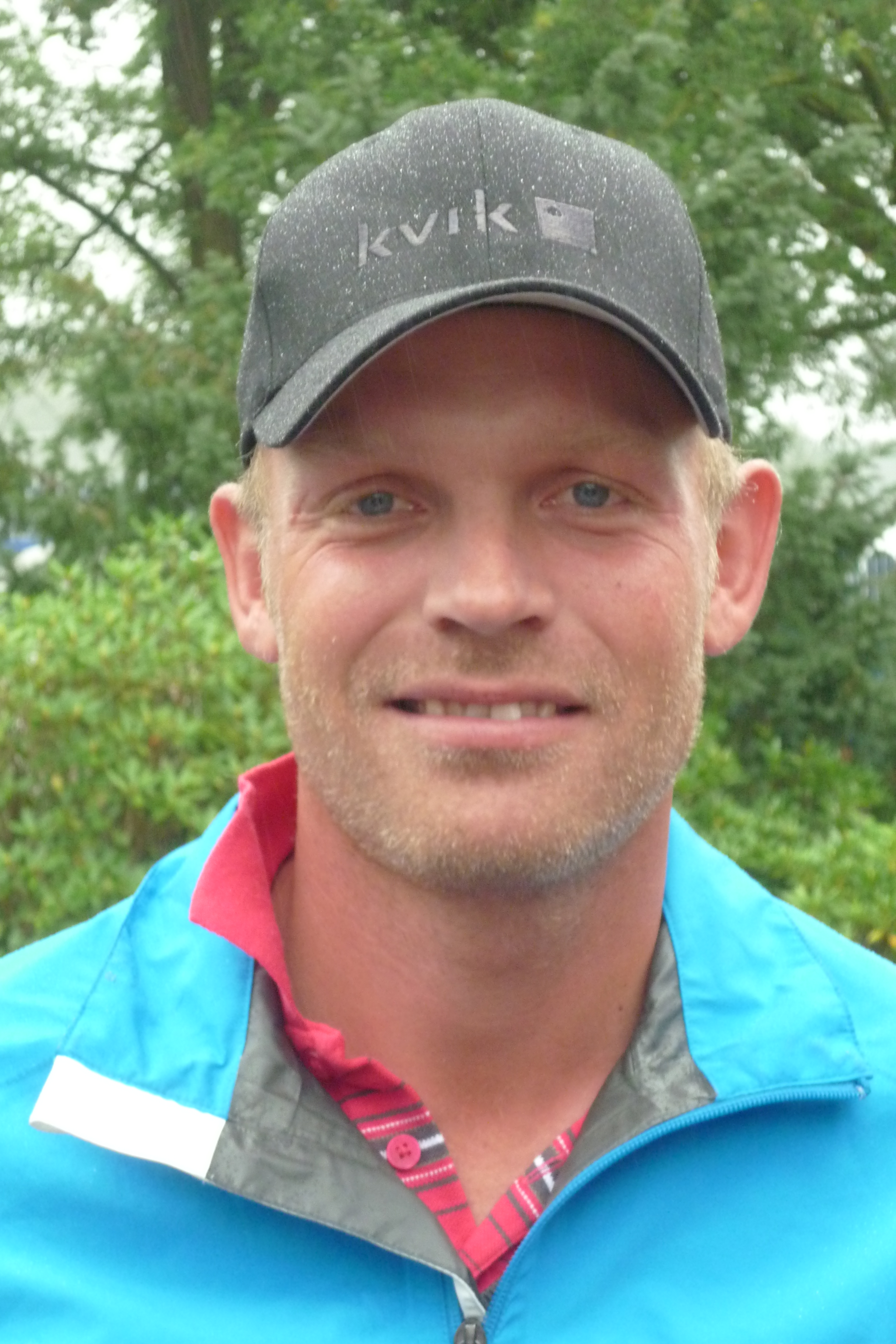
Jeppe Huldahl
winnaar 2008

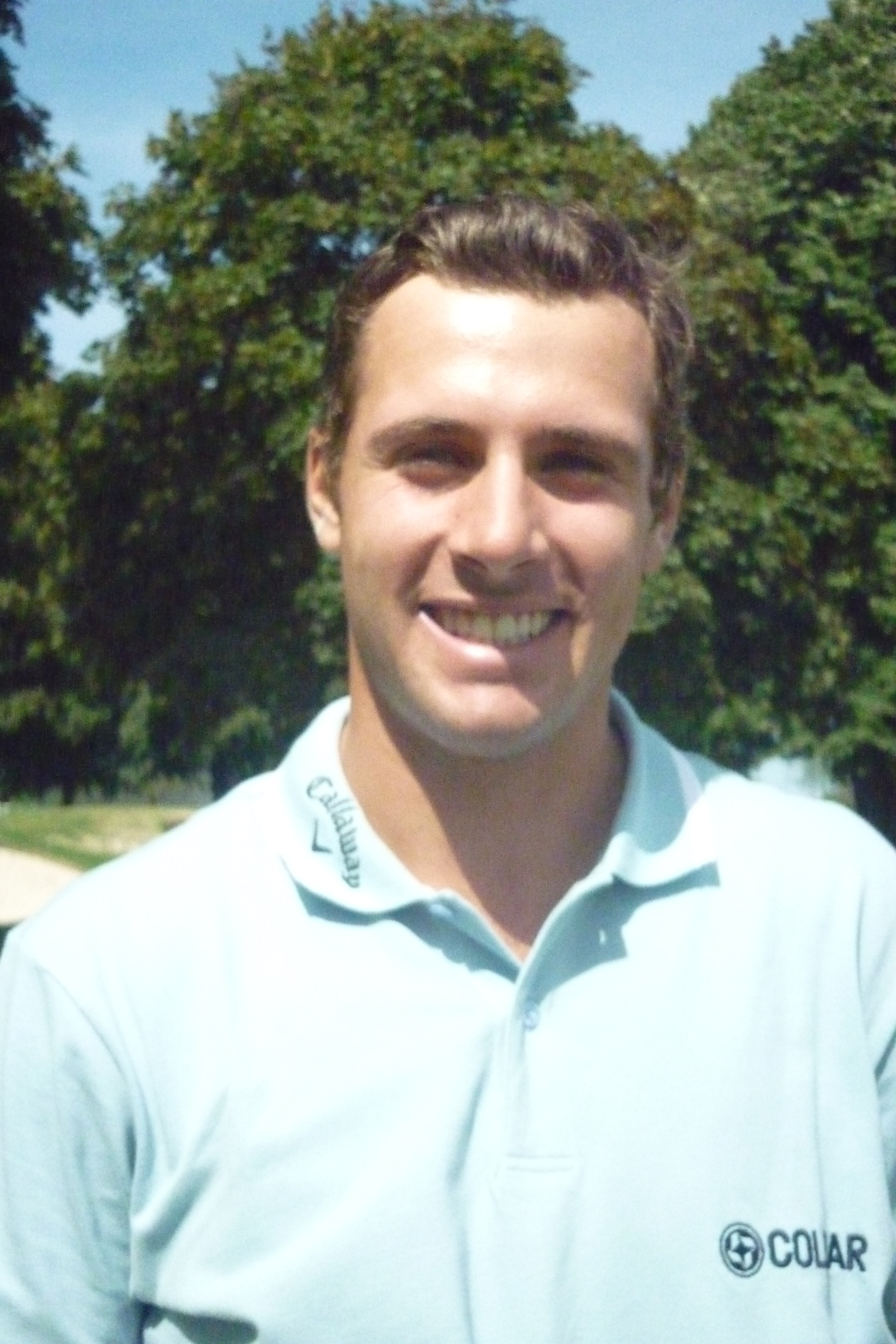
Andrea Pavan
winnaar 2011

Het prijzengeld in de laatste kolom betreft het totale prijzengeld, de winnaar krijgt daarvan ongeveer 15%. Zo kreeg Pavan in 2011 € 28.000.

po 2007: Martin Wiegele won de play-off van George Murray